# Jewhen Sinkewycz
Jewhen Hryhorowycz Sinkewycz (ukr. Євген Григорович Сінкевич; ur. 14 stycznia 1958 w Mikulińcach) – ukraiński historyk, profesor honorowy Uniwersytetu im. Jana Długosza w Częstochowie, aktywny działacz Związku Polaków na Ukrainie, członek Komitetu Redakcyjnego „Zeszytów Historycznych” wydawanych przez Instytut Historii UJD.

## Życiorys
W 1985 ukończył studia historyczne na Narodowym Uniwersytecie w Charkowie na specjalności nauczyciel historii i nauk społecznych. Po studiach związał się z Państwowym Instytutem Pedagogicznym w Chersoniu (obecnie Uniwersytet Państwowy).

## Dorobek naukowy
Zainteresowania naukowe Jewhena Sinkewycza dotykają tematów związanych z krajoznawstwem, historią historiografii ukraińskiej (zwłaszcza historiografii gospodarczej) oraz polskiej; historią mniejszości narodowych w Polsce i na Ukrainie oraz stosunków polsko-ukraińskich, a także historią Chersońszczyzny.
Na twórczość składają się m.in.:
- rozdział Rozpad Związku Radzieckiego i uwarunkowania procesów migracyjnych na terytorium postsowieckim w książce Upadek imperiów i rozwój migracji. Migracje i społeczeństwo, t. 8 pod red. Jana Zamojskiego
- rozdział Ekspansja państwowa Rosji na południe i system miast-twierdz Dniepru i Naddniestrza w książce Zamki i przestrzeń społeczna w Europie środkowej i wschodniej pod red. Marcelego Antoniewicza
- artykuł Rola krakowskiej szkoły historycznej w kształtowaniu świadomości narodowej Polaków w drugiej połowie XIX wieku w książce Historia – Mentalność – Tożsamość, Miejsce i rola historii oraz historyków w życiu narodu polskiego i ukraińskiego w XIX i XX wieku pod red. Joanny Pisulińskiej, Pawła Sierżęgi i Łeonida Zaszkilniaka